# Holocentropus longus
Holocentropus longus är en nattsländeart som beskrevs av Banks 1914. Holocentropus longus ingår i släktet Holocentropus och familjen fångstnätnattsländor. Inga underarter finns listade i Catalogue of Life.